# (31607) 1999 GQ5
1999 جي كيو 5 (ويعرف أيضًا باسم (31607) 1999 جي كيو 5 وفق تسمية الكوكب الصغير) (بالإنجليزية: 1999 GQ5)‏ هو كويكب ضمن حزام الكويكبات؛ وترتيبه 31607 من حيث الاكتشاف.
اكتُشف هذا الجُرم الفلكي بواسطة تيتسوؤو كاغاوا في 15 أبريل 1999.

## وصلات خارجية
- (31607) 1999 GQ5 في قاعدة بيانات مختبر الدفع النفاث لأجرام النظام الشمسي الصغيرة

- الاكتشاف · مخطط المدار ·  العناصر المدارية · المعلمات المادية

- (31607) 1999 GQ5 على موقع ويكي سكاي: DSS2, SDSS, GALEX, IRAS, Hydrogen α, X-Ray, Astrophoto, Sky Map, Articles and images